# ナタリア・ポクロンスカヤ
ナタリア・ヴラジミロヴナ・ポクロンスカヤ（ロシア語: Ната́лья Влади́мировна Покло́нская、ロシア語ラテン翻字: Natalia Vladimirovna Poklonskaya、ウクライナ語: Ната́лія Володи́мирівна Покло́нська、1980年3月18日 - ）は、クリミア共和国の検察官、政治家。元ロシア連邦国家院議員。
これまでウクライナにてクラスノグヴァルデイスク地区裁判所検事補佐、イェウパトーリヤ市裁判所検事補佐、クリミア自治共和国高等検察庁検事、最高検察庁検事総長などを歴任した。

## 経歴

### 生い立ち
1980年3月18日にソビエト連邦のウクライナ・ソビエト社会主義共和国のヴォロシーロフグラード州（現在のルハーンシク州）ミハイロウカに誕生する。1990年に両親と共にクリミア州イェウパトーリヤに移住した。2002年にハルキウ国政総務大学のイェウパトーリヤ校を卒業し、ウクライナのクリミア自治共和国高等検察庁に入庁した。

### 検察官

#### ウクライナ
クラスノグヴァルデイスク地区裁判所検事補佐（2002年）、イェウパトーリヤ市裁判所検事補佐（2006年）を経て、2010年にクリミア自治共和国高等検察庁本部に異動し、警察などの組織内部での不正を取り締まる監視部の副監督官を務める。
2011年にシンフェロポリの検察官を務め、ギャング団「バシュマキ」に関与していたとして、SCタフリヤ・シンフェロポリ元監督で最高議会議員のルーイン・アロノフの裁判を担当した。
その後、ウクライナ最高検察庁に異動し上級検事となったため、首都のキエフに移る。2012年10月から12月にかけてクリミア控訴裁判所の主席検察官、その後は2014年3月まで総務総局第2部に配属された。総務総局第2部時代の2014年2月25日には「強盗が路上を闊歩する土地で勤務するのは恥である」との理由で辞表を提出するが、辞表は受理されず休暇を与えられ、両親の住むクリミア自治共和国に戻る。

#### クリミア共和国
2014年3月11日、クリミア自治共和国最高会議とセヴァストポリ市会議は「クリミア・セヴァストポリ独立宣言」を採択した。それにともない、クリミア自治共和国とセヴァストポリ市は、「クリミア共和国」としてウクライナからの独立を宣言した。同日付で、ポクロンスカヤはクリミア共和国最高検察庁の検事総長に任命された。前任者がウクライナの暫定政権に忠実だったため、クリミア共和国閣僚会議議長であるセルゲイ・アクショーノフが任命したものだが、それ以前に元クリミア検事副長ヴャチェスラフ・パブロフら4人の男性が任命されて辞退していた。ウクライナの暫定政権はこれを受けて彼女の検察官の地位を剥奪した。
検事総長就任後、ポクロンスカヤはウクライナの特殊部隊ベルクートが関与したシンフェロポリ事件の捜査を行った。3月19日には事件に関与した狙撃手が拘留中で、捜査が継続中であることを公表した。彼女はユーロマイダンで起きた暴動と比較し、「シンフェロポリ事件はウクライナとクリミアの軍事衝突を誘発するもの」と見解を述べた。

#### ロシア連邦

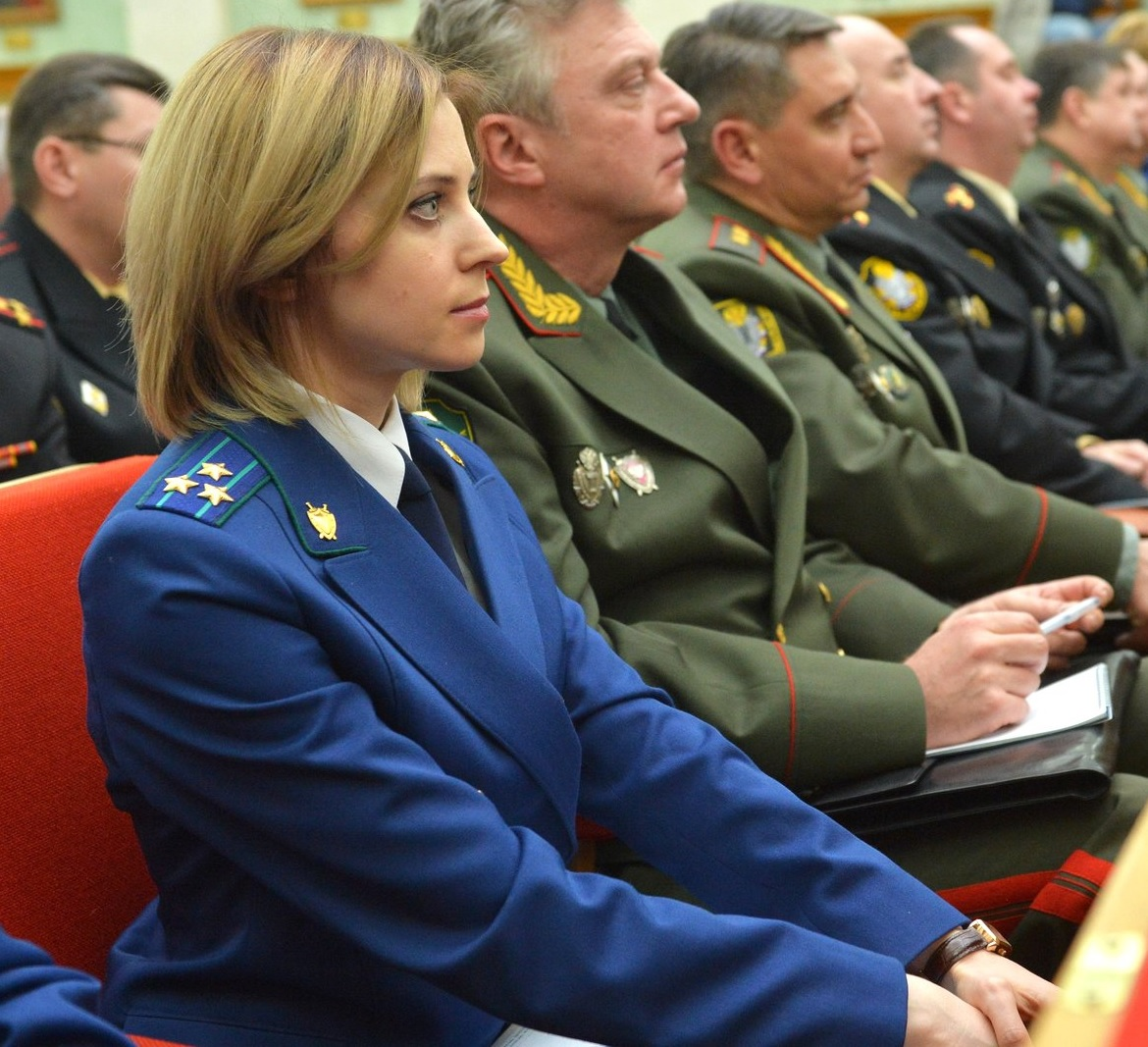
2015年3月24日、最高検察庁の検察幹部会議にて

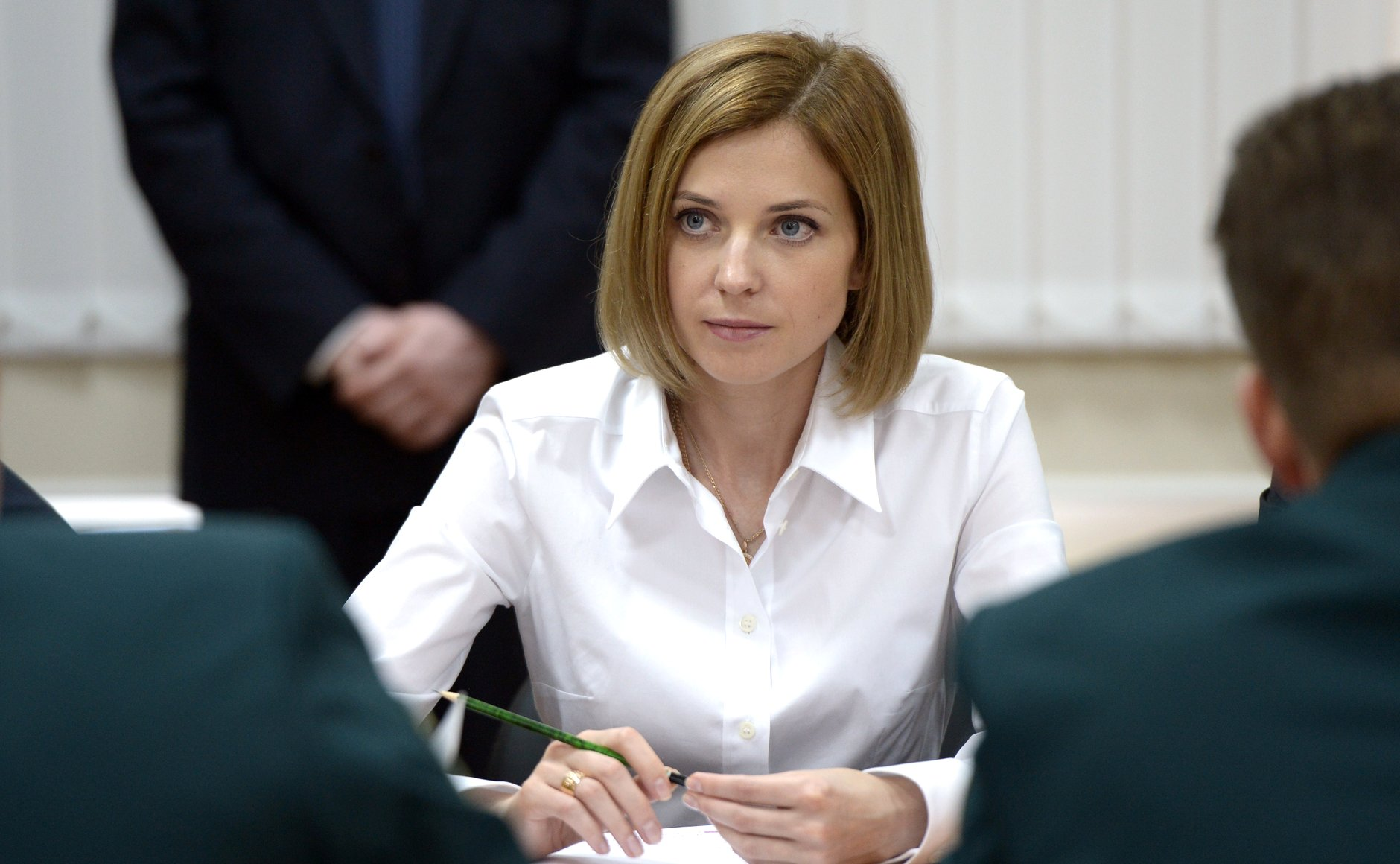
2015年8月19日、クリミア連邦管区の法と秩序に関する会合にて

2014年3月18日、ロシア連邦とクリミア共和国との間で「クリミア共和国をロシア連邦に編入しロシア連邦に新たな連邦構成主体を設立することに関するロシア連邦とクリミア共和国との間の条約」が調印され、クリミア共和国のロシア連邦への編入手続きが開始された。これを受け、ロシア連邦最高検察庁検事総長であるユーリ・チャイカはクリミア共和国の検察機構をロシア連邦の検察機構に編入するよう指示し、ポクロンスカヤは3月25日にクリミア共和国高等検察庁検事長に任命された。チャイカの指示により、ポクロンスカヤはクリミア共和国に設置された高等検察庁と22の地方検察庁を率いており、3月27日には司法上級顧問に昇格した。なお、ロシアへの編入にあたり、セヴァストポリは都市単独で一つの連邦構成主体となる「連邦市」として位置づけられたため、クリミア共和国高等検察庁とは別にセヴァストポリ市高等検察庁が設けられることになり、そちらの検事長にはイーゴリ・シェフチェンコが任命された。これに対し、ウクライナの暫定政権は内務省を通じてポクロンスカヤを「国家権力と憲法秩序を破壊する陰謀に関与した」として指名手配した。ウクライナの決定に対し、ロシア連邦院は「決定はウクライナ側のはったりに過ぎない」と決議した。
2014年4月4日には贈収賄事件に関与したヤルタの検事補佐エフゲニー・ポメロフの捜査を行うロシア連邦保安庁への協力を表明し、11日には法務官に任命された。5月2日にはウラジーミル・プーチンによりクリミア検事正に任命され、4日にはクリミア・タタール民族会議を過激派組織として告発した。5月12日に欧州連合の制裁対象者に指定され、ポクロンスカヤはEU諸国に資産を所有することが出来なくなった。EUに同調したカナダもポクロンスカヤを制裁リストに加え、8月5日に日本が、9月2日にオーストラリアが、12月19日にアメリカ合衆国がそれぞれ制裁リストに加えた。ポクロンスカヤはアメリカが作成した制裁リストに記載された唯一の女性だった。9月には「ロシアのクリミア併合に反対する住民をウクライナに強制送還する」と宣言した。
2015年3月11日にクリミアを訪問した鳩山由紀夫の要望で同席したポクロンスカヤを共同会長とする「日クリミア友好協会」を創設する合意が交わされた。6月11日にはプーチンにより第三級国家司法官（少将に相当）に任命される。

### 政治家

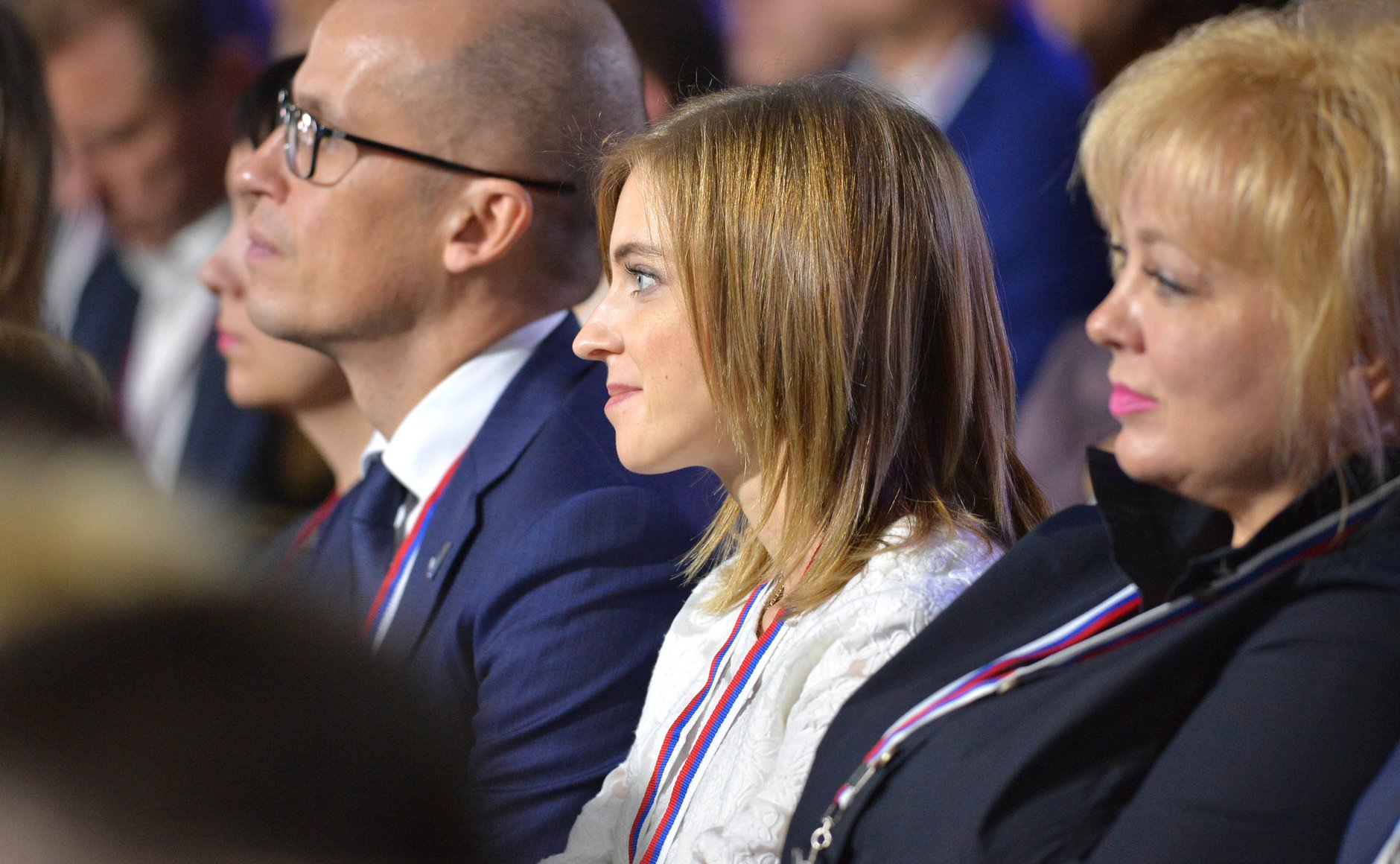
2016年10月26日、全ロシア人民戦線の集会にて

検察官として勤務している頃から、連邦議会の下院にあたる国家院の議員になるのではないかと取り沙汰されてきた。2015年7月20日には、ポクロンスカヤが統一ロシアから2016年の国家院議員選挙に出馬する可能性をイズベスチヤが報道した。また、ロシア社会経済・政治研究所が行った「ロシアの将来性のある政治家上位100人」の調査で、ポクロンスカヤは10位に選ばれている。
2016年9月27日に国家院議員選挙に出馬するためにクリミア共和国高等検察庁検事長を辞任した。ポクロンスカヤは統一ロシアに入党し、9月18日に当選した。一年生議員でありながら、10月5日には国家院の資産公開委員長に就任した。ロシアの世論調査によると、2018年ロシア連邦大統領選挙の有力候補者として期待されていた。
日本を視察するための訪問ビザを申請していたが、長期間の検討の末に発給を拒否されたとロシア政府系メディアスプートニクが2019年10月に報じている。
2021年10月12日にロシア連邦国家院議員を退任した翌日より、カーボベルデ共和国駐在ロシア大使に任命されたが、正式に着任することなく翌2022年2月をもって解任。次の赴任先として、独立国家共同体・在外同胞・国際人道協力局副局長に任命された。同年6月13日にプーチン大統領により副局長を解任された。ロシアによるウクライナ侵攻を「悲劇」などとした発言が原因とみられる。翌14日、通信アプリでイゴール・クラスノフ検事総長の顧問に就任すると明らかにした。

## 人物

### 家族
結婚歴があり、娘がいる。両親はクリミアで暮らしており、父方と母方の祖父は第二次世界大戦で死亡し、祖母だけが戦争を生き残っている。

### 発言・主張など
最後のロシア皇帝・ニコライ2世の同情者・支持者で、レーニン、トロツキー、ヒトラー、毛沢東らを「20世紀の怪物」として敵視している。特に赤の広場のレーニン廟にあるレーニンの遺体については公的な展示が非人道的で、埋葬すべきだと発言した。
2022年ロシアのウクライナ侵攻については、クリミア（ウクライナ）とロシア両方のルーツを持つ身として「私たちは親戚であり、互いに武器を持ってはいけない。ウクライナの平和と回復を望んでいます」と、苦しい胸の内を明かしている。

### 評価

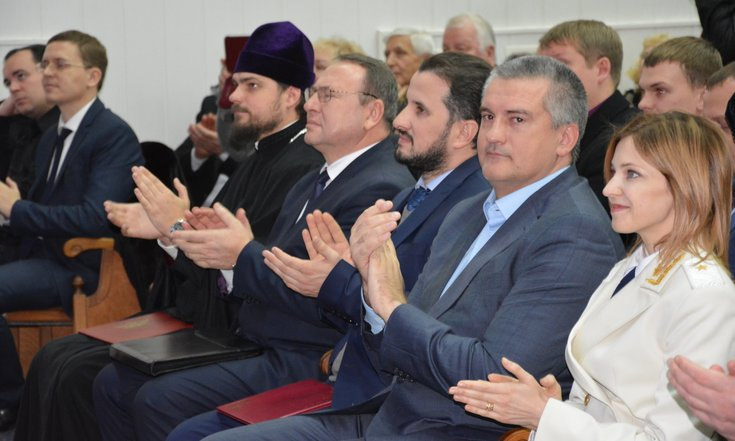
2016年1月12日、クリミア共和国首長セルゲイ・アクショーノフ（右から2人目）らと

彼女の検察時代の経歴については、ロシア国内においても12年のキャリアがあるという事以外は報じられていないとされる。参議院議員の浜田和幸は、彼女が有事において検事総長に抜擢された経緯について、ロシアに批判的な国際世論が高まる中、彼女の容姿への注目を利用してクリミアの住民投票の正当性をアピールする意図を持った対西側への世論工作であると主張している。
モスクワに在住していたロシア政治経済ジャーナルの北野幸伯は、ロシアの男性年金受給開始年齢が60歳から65歳まで引き上げられた改革について、統一ロシア議員の中で唯一反対意見を発したポクロンスカヤを評した。これはロシア男性の平均寿命が2020年時点で67歳であり、実質2年しか受給できない実態を指摘したものである。

## ネット上のブーム
「美しすぎる検事」としても知られている。検事総長就任直後の記者会見が世界に配信されるや否や、ポクロンスカヤの美貌が話題となり、インターネットユーザを中心にイラスト（ファンアート）化のブームが発生した。この動きは本人も認知しており、「（容姿よりも）仕事の成果を評価してください」と言及した。また、Twitterにはポクロンスカヤを騙るなりすましアカウントも登場した。また、ロシア連邦の検察当局には、ポクロンスカヤに対する問い合わせが殺到する事態となった。ロシア連邦の検察当局は声明を発表し、ポクロンスカヤについての質問が多数寄せられており「答えるのにはうんざりしている」と述べたうえで、ポクロンスカヤはツイッターやブログへの投稿はしておらず、交流サイトにも登録していないとあらためて説明した。その一方で、自身を描いた絵画コンクールを開催していた。

インターネット新聞に掲載されたポクロンスカヤのファンアート
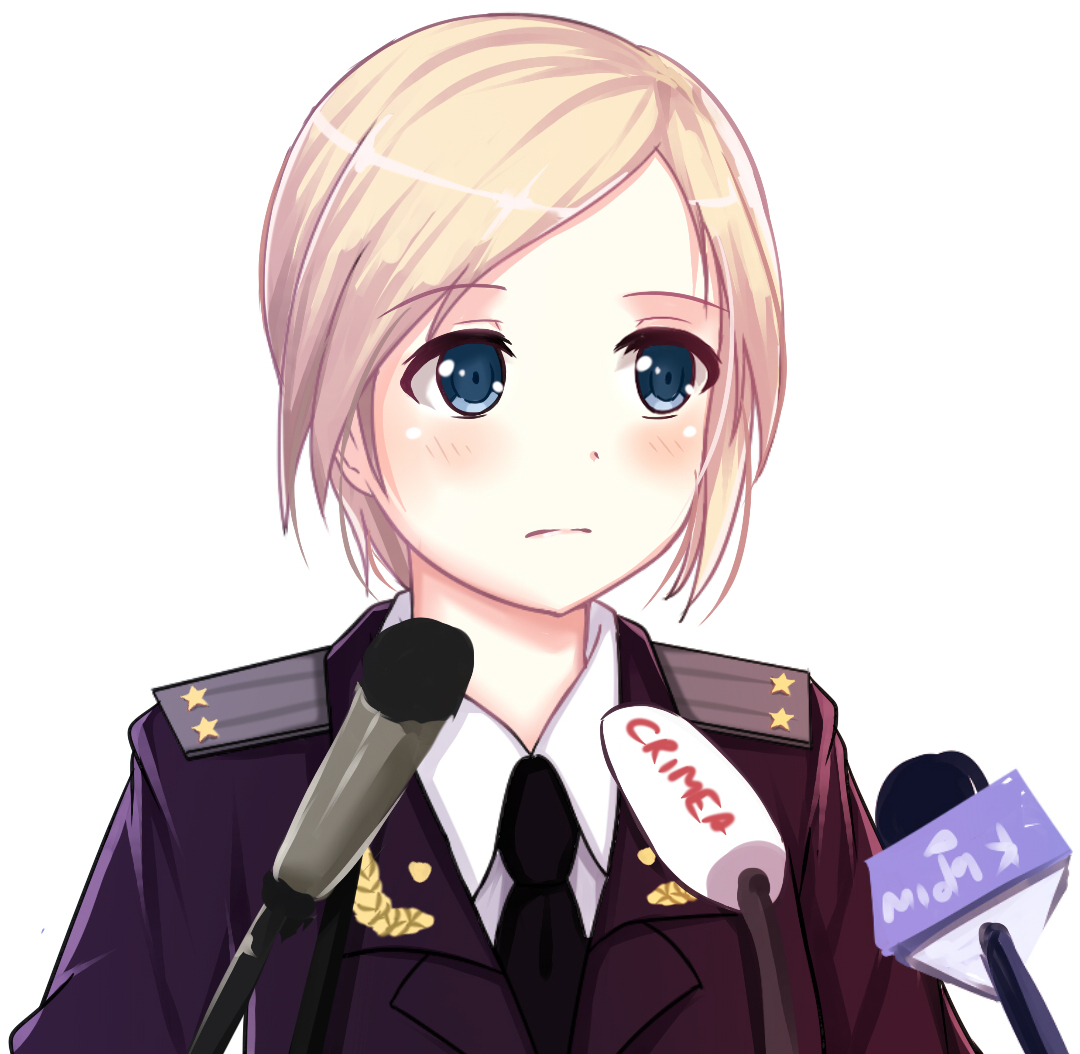
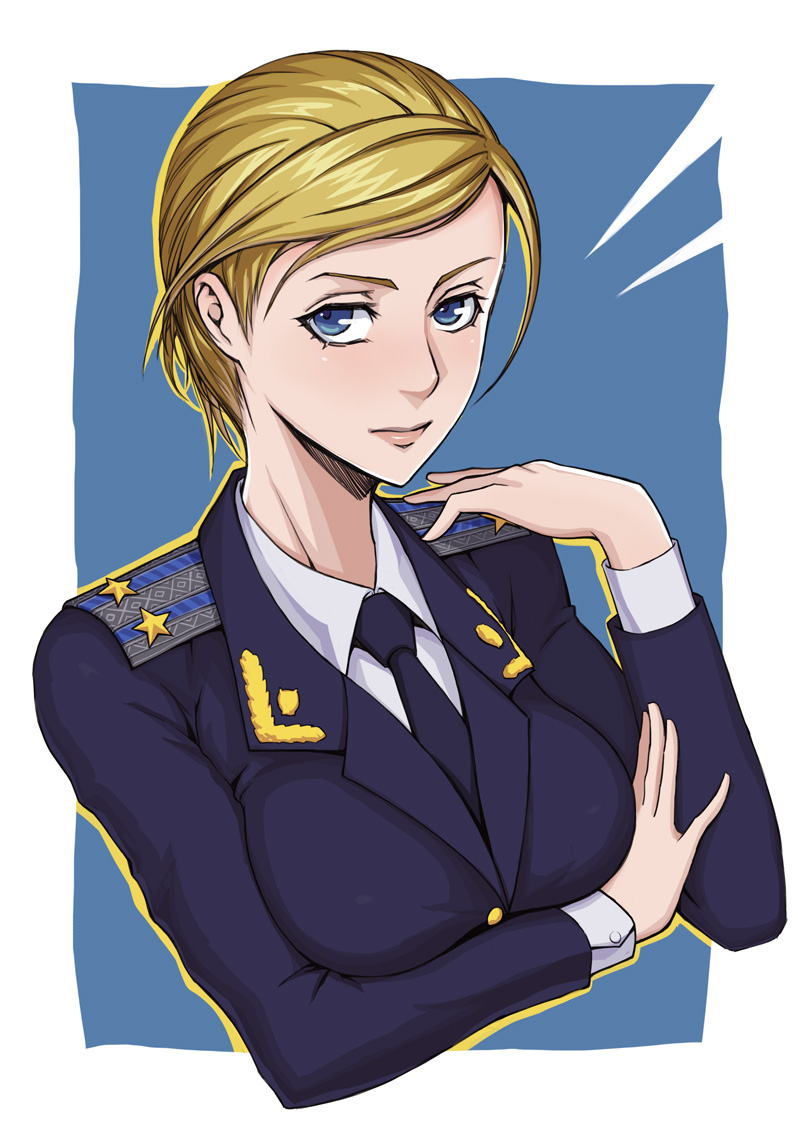
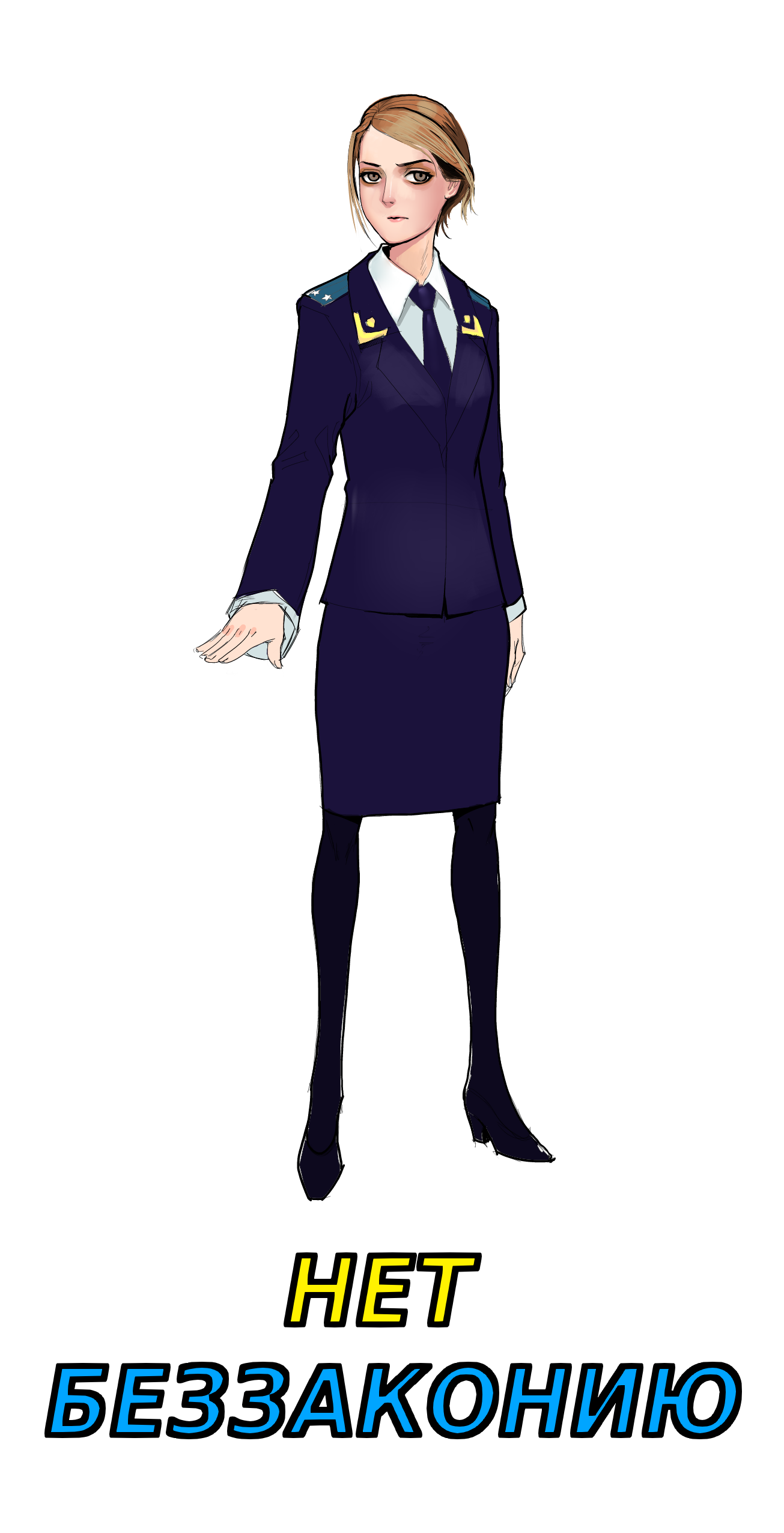
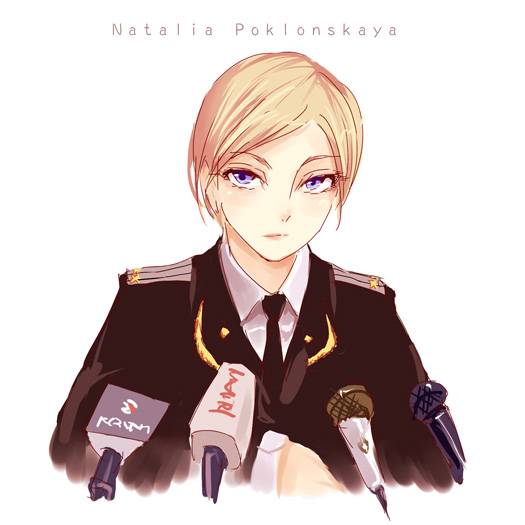

- [4][68]
- [4][68]
- [4][68]
- [4]